# Лакисы
Лакисы — деревня в Смоленской области России, в Смоленском районе. Население — 2 жителя (2010 год). Расположена в западной области в 31 км к северо-западу от Смоленска, севернее автодороги Р133 Смоленск — Невель, на левом берегу реки Каспля. 
Входит в состав Касплянского сельского поселения.

## Достопримечательности
- Городище днепро-двинских племён 2-й половины 1-го тысячелетия до н.э. в 800 м восточнее деревни.